# Bangkok Airways
Bangkok Airways é uma companhia aérea regional com sede em Bangkok, Tailândia. Ela opera serviços regulares para destinos na Tailândia, Camboja, China, Hong Kong, Laos, Maldivas, Mianmar, Índia e Singapura. Sua base principal é no Aeroporto Internacional de Suvarnabhumi, Bangkok.

## História
A companhia aérea foi estabelecida em 1968 como Sahakol aérea operadora de serviços aéreo de táxi contratada do exterior por uma empresa de construção civil americana, a United States Mission Operations (USOM) e outras organizações envolvidas na exploração de petróleo e de gás natural no Golfo da Tailândia. Começou os serviços regulares em 1986, tornando-se a primeira companhia aérea doméstica privada da Tailândia. Ele mudou de nome para se tornar Bangkok Airways em 1989. A empresa é de propriedade de Prasert Prasarttong-Osoth (92,31%), Sahakol Estate (4,3%), Bangkok Dusit Medical Services (1,2%) e outros acionistas (2,19%). Possui 1.903 funcionários e também é proprietária absoluta da companhia aérea subsidiária Siem Reap Airways.
Ela construiu seu próprio aeroporto em Ko Samui, que foi inaugurado em abril de 1989 e oferece voos diretos entre a ilha e Chiang Mai, Hong Kong, Krabi, Pattaya, Phuket e Singapura. A companhia aérea inaugurou seu segundo aeroporto na província de Sukhothai em 1996. Um terceiro aeroporto foi construído na província de Trat, inaugurado em março de 2003 para servir o destino turístico crescente de Ko Chang.

## Frota

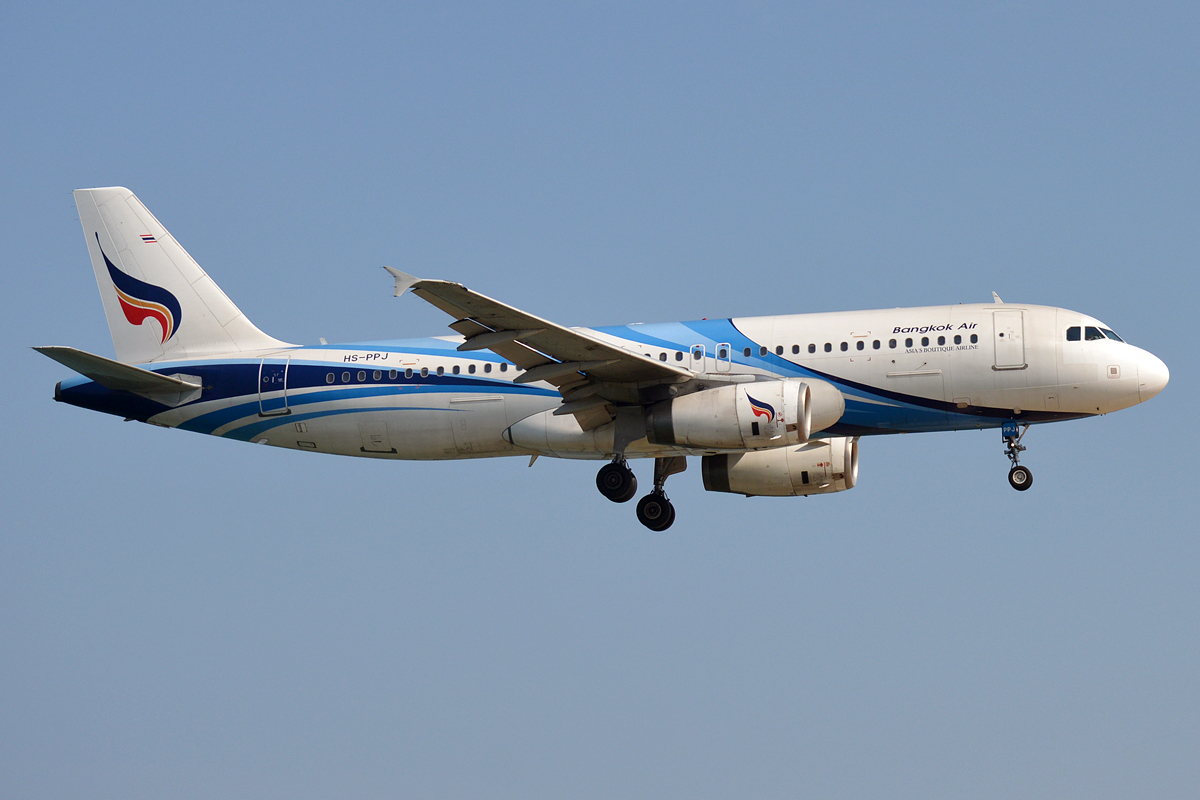
Airbus A320 da Bangkok Airways.

A frota da Bangkok Airways consiste no seguinte;
| Aeronave        | Em serviço | Pedidos | Passageiros | Passageiros | Passageiros |
| Aeronave        | Em serviço | Pedidos | C           | Y           | Total       |
| --------------- | ---------- | ------- | ----------- | ----------- | ----------- |
| Airbus A319-132 | 9          | 1       | 12 0        | 108 144 138 | 120 144 138 |
| Airbus A320-232 | 5          | 9       | 0           | 162         | 162         |
| ATR 72-500      | 8          | —       | 0           | 70          | 70          |
| Total           | 23         | 10      |             |             |             |